# Jorge Chica Muñoz
Jorge Chica (nacido como Jorge Eduardo Chica Muñoz, el 23 de abril de 1980 en Ciudad de San Juan, Argentina) es un exfutbolista, empresario y político argentino, actualmente desempeñándose como Diputado Nacional por la Provincia de San Juan. Además, ha ocupado el cargo de secretario de Estado de Deportes de San Juan durante dos períodos consecutivos (2015-2019 y 2019-2023).

## Presentación
Hijo de dos políticos sanjuaninos, Juan José Chica (1950 - 2023) y Beatriz Muñoz, se involucró tempranamente en la actividad a través del Sindicato Luz y Fuerza, gremio que su padre presidió durante varios años.
En su desarrollo profesional, durante su carrera como futbolista, fue parte de equipos como River Plate, Atlético de Madrid, Tenerife, San Martín de San Juan y Sportivo Desamparados. Luego, dirigió su atención al ámbito de la salud, en el sector privado.
Chica conformó la Fundación TUXI (Todos Unidos por la Inclusión), una organización con objetivos deportivos, educativos y sociales. Desde esta plataforma, se buscó llevar acciones integrales para la juventud, que promuevan la educación y el deporte como pilares de la sociedad. También, se firmaron acuerdos estratégicos con socios como Junior Achievement, quienes contribuyeron en el objetivo de la Fundación.
En 2015, durante la gestión del gobernador Sergio Uñac, fue designado como Secretario de Estado de Deportes, donde trabajó durante 8 años en una política denominada “Revolución Deportiva”, considerando al deporte como un pilar fundamental del Estado, posicionando a San Juan en altas posiciones del desarrollo deportivo.
En el año 2023, Chica compitió en las Elecciones legislativas de Argentina de 2023 como candidato a Diputado Nacional en primer término por el Frente Unión por la Patria, obteniendo 154.614 votos y accediendo a la banca en la Cámara de Diputados de la Nación Argentina.

## Etapa como futbolista
Jorge Chica comenzó su etapa en el Club Agua y Energía, de la provincia de San Juan, a los 8 años de edad. Luego, pasó por equipos de su provincia como San Martín y Sportivo Desamparados, en la Ciudad Autónoma de Buenos Aires como River Plate y pasó a España, donde jugó en el Atlético de Madrid, Tenerife, entre otros.
Carrera
Club Agua y Energía (años iniciales)
Inició su carrera como futbolista a los 8 años en el Club Agua y Energía.
San Martín de San Juan
Posteriormente, se unió al Club San Martín de San Juan, continuando con su carrera en las inferiores.
Atlético Madrid B y Club Deportivo Tenerife
Chica permaneció durante 6 meses en el equipo B del histórico club de la capital española, antes de seguir su carrera en el Club Deportivo Tenerife.
Águilas FC y Dos Hermanas (Sevilla)
Luego de un tiempo, Chica pasó breve periodo en Los Águilas FC, antes de trasladarse a Dos Hermanas en Sevilla, donde se desempeñó por pocos meses.
Regreso a San Martín
En el año 2002, volvió a su tierra natal para volver a San Martín de San Juan, donde estuvo hasta el año 2005.
Años Finales en Sportivo Desamparados y Unión de Villa Krause
En el año 2006, pasó al Club Sportivo Desamparados donde dejó su impronta antes de concluir su carrera como futbolista profesional en el Club Unión de Villa Krause en el 2011.
Futsal
Tras retirarse del fútbol profesional, Jorge Chica tuvo un breve paso por el futsal sanjuanino. 

## Empresario
Con la creación de la Fundación TUXI (Todos Unidos por la Inclusión), Chica estableció una plataforma dedicada a objetivos deportivos, educativos y sociales. 
Desde esta organización, llevó a cabo acciones integrales para la juventud, destacando la importancia de la educación y el deporte como cimientos esenciales de la sociedad.
Posteriormente, Jorge Chica dio un paso crucial hacia el ámbito empresarial, emprendiendo con una institución dedicada al sector de la salud.
Utilizando su experiencia y red de contactos, estableció acuerdos estratégicos con socios destacados como Junior Achievement, con el objetivo de ampliar las oportunidades para los jóvenes en el ámbito empresarial y social.

## Secretaría de Estado de Deportes
En las elecciones provinciales de 2015, la fórmula Sergio Uñac - Marcelo Lima ganó e inició la gestión impulsando el desarrollo deportivo en toda la provincia.
Jorga Chica fue designado como secretario de Estado de Deportes, cargo que ocupó durante 8 años hasta el 10 de diciembre de 2023.
Deporte como Política de Estado
Bajo el lema "Revolución Deportiva", Jorge Chica y su equipo emprendieron una reestructuración del ámbito deportivo en la provincia de San Juan. Este enfoque colocó en su base el deporte social. Con el propósito de fomentar la actividad física entre los jóvenes, se implementaron una serie de programas sociales en los 19 departamentos de la provincia.
El segundo escalón de esta pirámide estratégica se centró en el deporte federado. El cambio de paradigma en el Gobierno de San Juan permitió la formulación de políticas sólidas destinadas a fortalecer las instituciones de base, tales como federaciones y clubes deportivos provinciales. Inicialmente, se impulsó a clubes y federaciones, institucionalizando el programa "Yo Amo Mi Club".
El tercer escalón de esta estructura piramidal se enfocó en el Alto Rendimiento. El deporte social en San Juan sirvió como el "trampolín" que facilita la transición de los adolescentes hacia el deporte federado en los clubes locales. Este enfoque estratégico resultó en un aumento del 800% en la representación de deportistas sanjuaninos en competiciones nacionales e internacionales. San Juan alcanzó históricas participaciones en torneos Sudamericanos, Panamericanos y Olímpicos, consolidándose como una potencia deportiva.
Deporte Social
Durante la gestión de Jorge Chica al frente de la Secretaría de Estado de Deportes, se llevaron a cabo una serie de programas sociales que incluyen:
1. Programa "Primeros Pasos"
2. Programa "Recreo Activo" 
3. Programa "Intercolegiales"
4. Programa "Líderes Barriales"
5. Juegos Evita
6. Escuelas de Iniciación Deportiva
7. Comunidad en Movimiento
8. Club del Adulto Mayor
9. Deporte Adaptado
10. Censo de Personas con Discapacidad (2022)
1.000 obras
Uno de los aspectos más destacados fue el impulso y transformación en el área de Infraestructura a partir del año 2015. 
La Dirección de Infraestructura de la Secretaría de Deportes llevó a cabo notables proyectos de construcción en el ámbito deportivo. Entre estas iniciativas se incluyen la construcción de 17 techados para canchas de hockey sobre patines, cuatro para básquetbol. Además, se implementaron 14 canchas de césped sintético y se erigieron importantes instalaciones.
Alto Rendimiento
Dentro del marco del "Alto Rendimiento", se brindó un apoyo integral a los deportistas, enfocado en su desarrollo profesional y crecimiento. Para ello, se implementaron diversos servicios de asistencia destinados a garantizar que los atletas tuvieran las condiciones óptimas para su rendimiento.
Como resultado de estas iniciativas y del respaldo continuo, durante los años de gestión, se registró un impresionante aumento del 800% en la cantidad de deportistas de Alto Rendimiento en San Juan, consolidando la provincia como un referente en el ámbito deportivo y llegando a tener seis participantes en los Juegos Olímpicos de Tokio 2020.
Eventos deportivos
La realización de eventos deportivos es una de las actividades más relevantes y de más trascendencia dentro de la gestión de la Secretaría de Deportes. Permite mostrar y dar uso a la infraestructura deportiva con la que cuenta la provincia y exponer a los visitantes los hermosos paisajes que tiene San Juan que, en muchas ocasiones, sirven también como escenarios deportivos. 
La provincia organiza en forma directa una multiplicidad de eventos que son desarrollados tanto por el personal estable del estado como por recursos humanos eventuales y en forma conjunta con el sector privado. Estos eventos generan un impacto interno que dinamiza toda la provincia y contribuyen a reforzar y promover la identidad local.

## Diputado Nacional
En el año 2023, Jorge Chica compitió en las Elecciones primarias de Argentina de 2023 como candidato en primer término de Diputado Nacional por el espacio Vamos San Juan del frente Unión por la Patria, ganando la interna el 13 de agosto al candidato de San Juan Vuelve, encabezado por Juan Carlos Gioja.
En las elecciones generales del 22 de octubre, Chica fue el candidato más votado en su categoría, con 154.614 votos y obteniendo una banca para la Cámara de Diputados de la Nación.
El 6 de diciembre de 2023, Jorge Chica juró en su cargo como Diputado Nacional.
Una vez en funciones, Chica integra la Comisión de Relaciones Exteriores y Culto, encargada de hacer un análisis de los acuerdos internacionales del país con otros Estados.
Además, participó en las comisiones encargadas del tratamiento de Decretos de Necesidad y Urgencia (DNU) y la Ley Ómnibus, iniciativas impulsadas por el Ejecutivo Nacional para abordar diversas cuestiones de relevancia nacional.